# متلازمة الجلد السكري
متلازمة الجلد السكري (بالإنجليزية: Diabetic dermadrome)‏ هي مجموعة من الحالات الجلدية الشائِعة في مرضى السكري المُصابين بأمراض طويلة الأمد،:540 ومن الحالات المُضمنة في هذه المجموعة ما يلي::539–541:681
- غنغرينا
- كاروتينمية
- اعتلال الجلد السكري
- تفقع سكري المنشأ
- اعتلال السكري المفصلي اليدوي
- قرحة عصبية تغذوية
- بلى حيوي شحماني
- حركة المفصل المحدودة وتُلاحظ في حوالي 30% من مرضى السكري المُصابين بمرض طويل الأمد.:540
- وذمة صلبة
- جلد شمعي ويُلاحظ في حوالي 50%.:540